# آيدي أسكندر
آيدي أسكندر (28 مايو 1975 بسنغافورة - ) هو مدرب كرة قدم ولاعب كرة قدم سنغافوري في مركزي قلب الدفاع والدفاع. شارك مع منتخب سنغافورة لكرة القدم. أما مع النوادي، فقد لعب مع نادي تامبينس روفرز ونادي جوهر دار التعظيم ونادي غيلانغ إنترناشونال ونادي هوم يونايتد وهاوجانج يونايتد ونادي جوهر درول تقسيم 2.

## وصلات خارجية
- آيدي أسكندر على موقع الاتحاد الدولي (مؤرشف)  (الإنجليزية)
- آيدي أسكندر على موقع قاعدة بيانات كرة القدم.إي يو (الإنجليزية)
- آيدي أسكندر على موقع ناشيونال فوتبول تيمز (الإنجليزية)
- آيدي أسكندر على موقع Soccerway.com (الإنجليزية)
- آيدي أسكندر على موقع عالم كرة القدم.نت (الإنجليزية)